# Litopus scutellaris
Litopus scutellaris là một loài bọ cánh cứng trong họ Cerambycidae.